# Westlicher Ochsenhofer Kopf
Der Westliche Ochsenhofer Kopf ist ein 1950 m ü. A. hoher Nebengipfel des Lüchlekopfs in den Allgäuer Alpen im österreichischen Bundesland Vorarlberg.

## Lage und Umgebung
Der in der Untergruppe 	Nordwestliche Walsertaler Berge gelegene Gipfel erhebt sich aus dem Bergkamm, der vom Walmendinger Horn (1990 m) nach Westen zum Grünhorn (2039 m) zieht. Der direkte Bergnachbar im Westen ist das durch die Ochsenhofer Scharte (1850 m) getrennte Grünhorn. Im Osten befindet sich der Östliche Ochsenhofer Kopf (1959 m), mit dem er über die Litzescharte (1875 m) verbunden ist. Zusammen bilden sie die Ochsenhofer Köpfe. Im Norden befindet sich das Schwarzwassertal. Am Fuß der Südflanke fließt der Turabach zur Breitach hin und auf der anderen Talseite erhebt sich die Unspitze (1926 m).
Die Gemarkung, auf der sich der Westliche Ochsenhofer Kopf befindet, ist Mittelberg, das ungefähr viereinhalb Kilometer östlich liegt. Südöstlich des Berges liegt noch die Ortschaft Baad.

## Namensherkunft
Erwähnt werden die Ochsenhofer Köpfe erstmals 1783 in Blasius Huebers Vorarlbergkarte: Ochsenhöfer Kopf. Auch in der Schmitt’schen Karte wird 1797 ein Ochsen Kopf vermerkt. Die Benennung erfolgte nach der Alpe Ochsenhof an den Nordflanken der Berge, die in Melkochsenalpe und Galtochsenalpe unterteilt ist.

## Besteigung
Als Stützpunkte für die Besteigung des Östlichen Ochsenhofer Kopfs dienen die Schwarzwasserhütte (1620 m) und die Walmendingerhornbahn. 

## Sommer
Normalerweise wird der Gipfel bei der Überschreitung des Bergkamms betreten. Auf kleinem Steig geht es von der Muttelbergscharte mit Trittsicherheit über den Lüchlekopf und den Östlichen Ochsenhofer Kopf zum Gipfel. Eine weitere Zugangsmöglichkeit ist von der Schwarzwasserhütte über die Ochsenhofer Scharte (1850 m) zum Gipfel.

## Winter
Auch im Winter kann der Westliche Ochsenhofer Kopf im Rahmen einer Skitour bestiegen werden. Die Route führt dabei über die Melkochsenalpe und die Litzescharte.

## Galerie

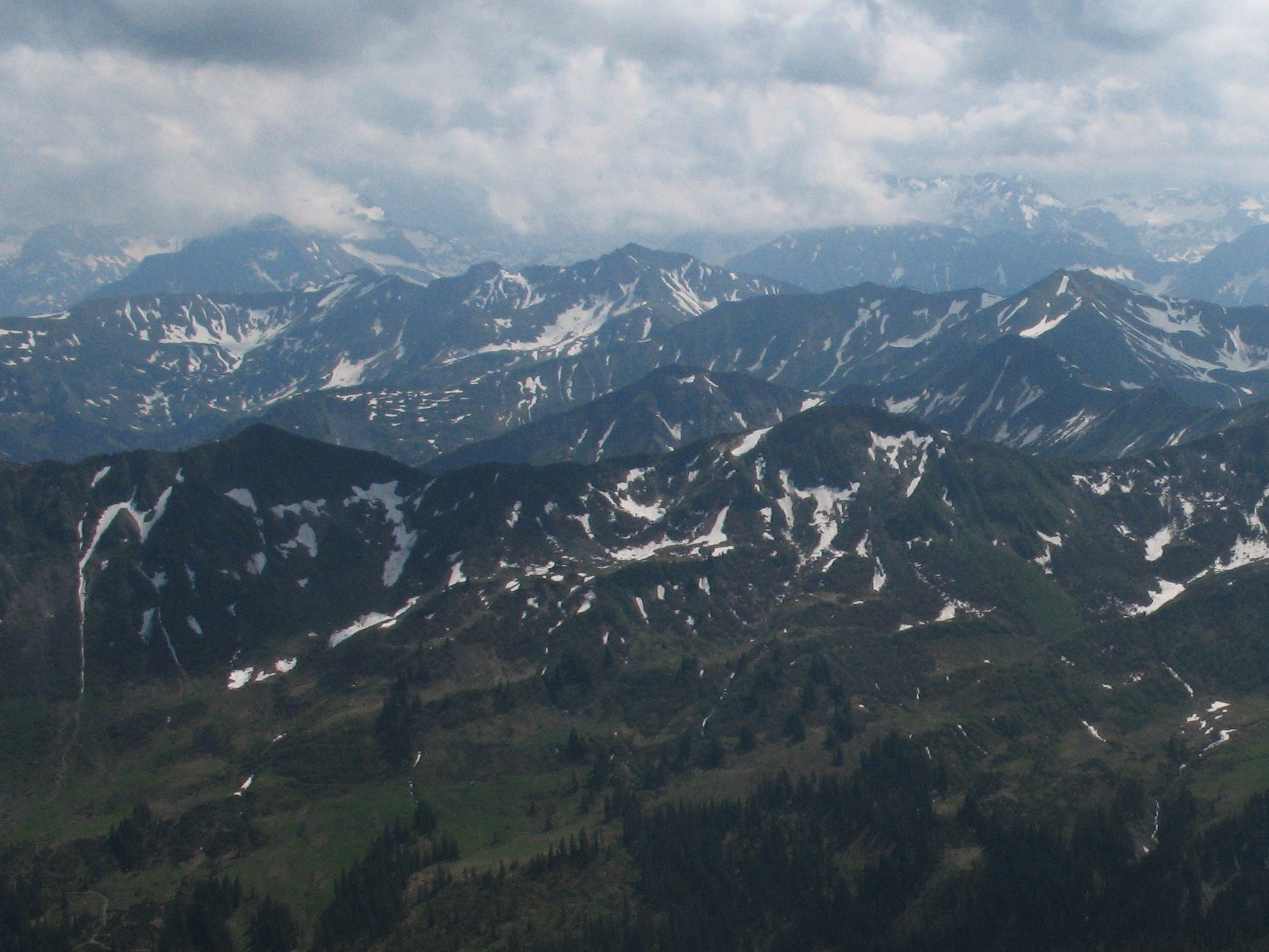
Ochsenhofer Köpfe aus Norden
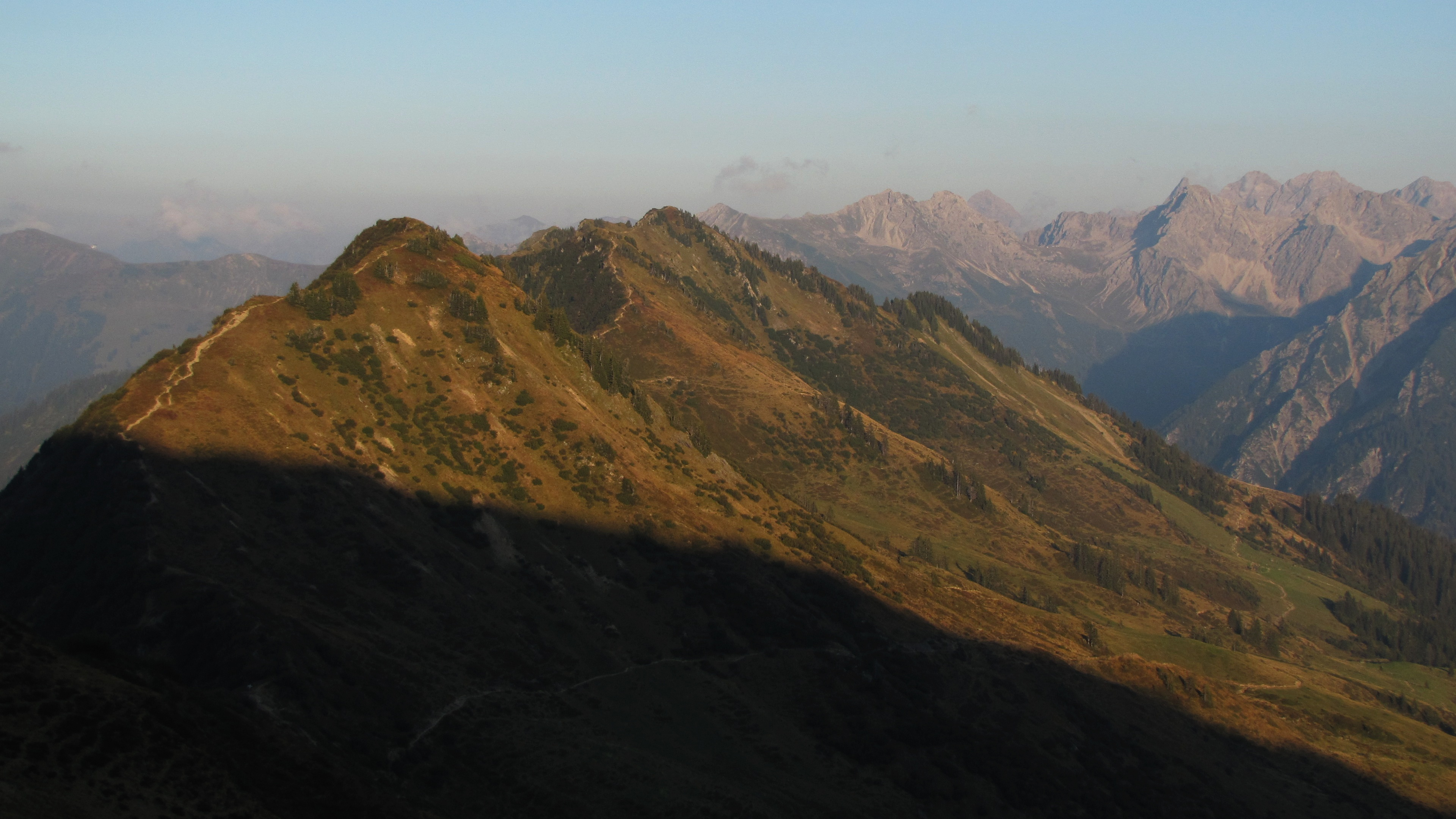
Aus Westen
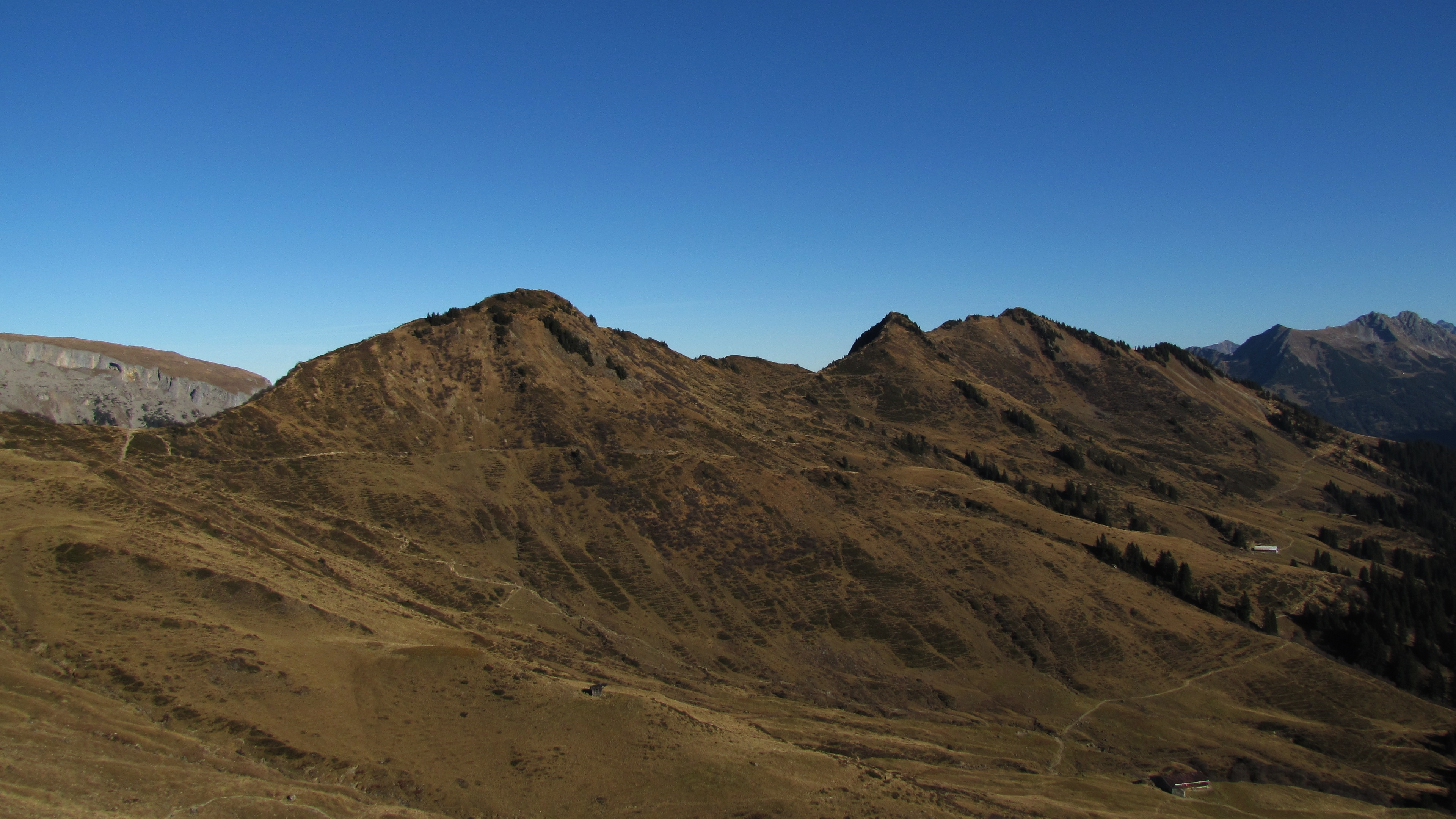
Südflanke